# 小行星8877
小行星8877（8877 Rentaro）是一颗围绕太阳公转的小行星。1993年1月19日，關勉在藝西天文台发现了此天体。
該小行星以日本作曲家瀧廉太郎命名。
这颗小行星的绝对星等为142.8795508117452等。